# José de los Santos Correoso
José de los Santos Correoso (1798 - 1852) fue un prócer y escribano colombiano. Es conocido por ser el secretario y uno de los firmantes del Acta de Independencia de Panamá, el 28 de noviembre de 1821.
Fue hijo de Ciríaco Hipólito Correoso, escribano del rey de España con voz y voto en el Consejo de Gobierno y Guerra. Además fue padre del caudillo panameño Buenaventura Correoso, quien ocupó varias veces el cargo de Presidente del Estado Soberano de Panamá.
Se desempeñó como escribano público, cargo que ocupó durante toda su vida.